# Bivetiella cancellata
Espèce
Synonymes
- Cancellaria cancellata

L'espèce Bivetiella cancellata est un mollusque appartenant à la famille des Cancellariidae.
- Répartition : côtes est de l’Afrique.
- Longueur : 4 cm.

## Source
- Arianna Fulvo et Roberto Nistri (2005). 350 coquillages du monde entier. Delachaux et Niestlé (Paris) : 256 p.  (ISBN 2-603-01374-2)